# Cassida major
Cassida major es un coleóptero de la familia Chrysomelidae.
Cassida major fue descrito científicamente por primera vez en 1874 por Kraatz.